# Latinská Wikipedie
Latinská Wikipedie (Vicipaedia Latina) je verze Wikipedie v latině. Byla založena 22. května 2002. V lednu 2022 obsahovala přes 136 000 článků a pracovalo pro ni 21 správců. Registrováno bylo přes 150 000 uživatelů, z nichž bylo asi 180 aktivních. V počtu článků byla 61. největší Wikipedie.
V roce 2019 bylo zobrazeno okolo 11,9 milionu dotazů. Denní průměr byl 32 693 a měsíční 994 420 dotazů. Nejvíce dotazů bylo zobrazeno v lednu (1 253 016), nejméně v červnu (862 568). Nejvíce dotazů za den přišlo ve čtvrtek 13. června (95 408), nejméně v úterý 24. prosince (19 537).